# Deltochilum brasiliense
Deltochilum brasiliense es una especie de escarabajo del género Deltochilum, tribu Deltochilini, familia Scarabaeidae. Fue descrita científicamente por Castelnau en 1840.
Se mantiene activa durante los meses de marzo, octubre y diciembre. Especie bajo preocupación menor según la Lista Roja de la UICN.

## Distribución
Se distribuye por Brasil.